# Gardomino
Gardomino [ɡardɔˈminɔ] (tiếng Đức: Kardemin) là một khu định cư ở khu hành chính của Gmina Płoty, thuộc quận Gryfice, West Pomeranian Voivodeship, ở phía tây bắc Ba Lan.
Nó nằm khoảng 8 kilômét (5 mi) phía tây bắc Płoty, 9 km (6 mi) phía nam Gryfice và 61 km (38 mi) về phía đông bắc của thủ đô khu vực Szczecin.